# Hyundai Porter
Hyundai Porter - (в пер з англ. носильник, вантажник, кор. 현대 포터) - легкий комерційний вантажний автомобіль, вантажопідйомністю до 950 кг. Porter - типова компактна азійська міська вантажівка, призначена, в першу чергу, для забитих машинами вуличок і щільного транспортного потоку. Поєднує в собі комфорт і керованість легкового автомобіля із споживчими характеристиками невеликої вантажівки.
Тримісна кабіна розташована над двигуном, агрегати змонтовані на жорсткій багатосекційні рамі із сталевого профілю, коротка база, мінімальна ширина. У корейського Portera є і більш важка модифікація вантажопідйомністю 1250 кг з двоскатною ошиновкою і задніми колесами зменшеного діаметра. На деяких ринках, зокрема в Україні, автомобіль продається під назвою Hyundai H100.

## Історія
Hyundai Porter першого покоління випускався з січня 1977 року створений на основі Mitsubishi Delica I.
В 1986 році було представлено друге покоління моделі розроблене на основі Mitsubishi Delica II.
Третє покоління машини, представлене в 1996 році, випускається дотепер з двигунами 2.5 л TD (78-99 к.с.) та 2.5 л CRDi (140 к.с.).
У Південній Кореї з 2005 року виготовляється четверте покоління моделі під тогово маркою Porter II, що відрізняється сучасним дизайном кабіни, дизелями з турбонаддувом 2.5 л A2 CRDi та 2.6 л T2 CRDi (80-145 к.с.) і низькопрофільними задніми колесами (передні звичайного розміру з 15-дюймовими дисками). Автомобілі продаються з заднім або повним приводом, з двома розмірами колісної бази 2430 мм та 2640 мм та з одинарною та подвійною кабінами.

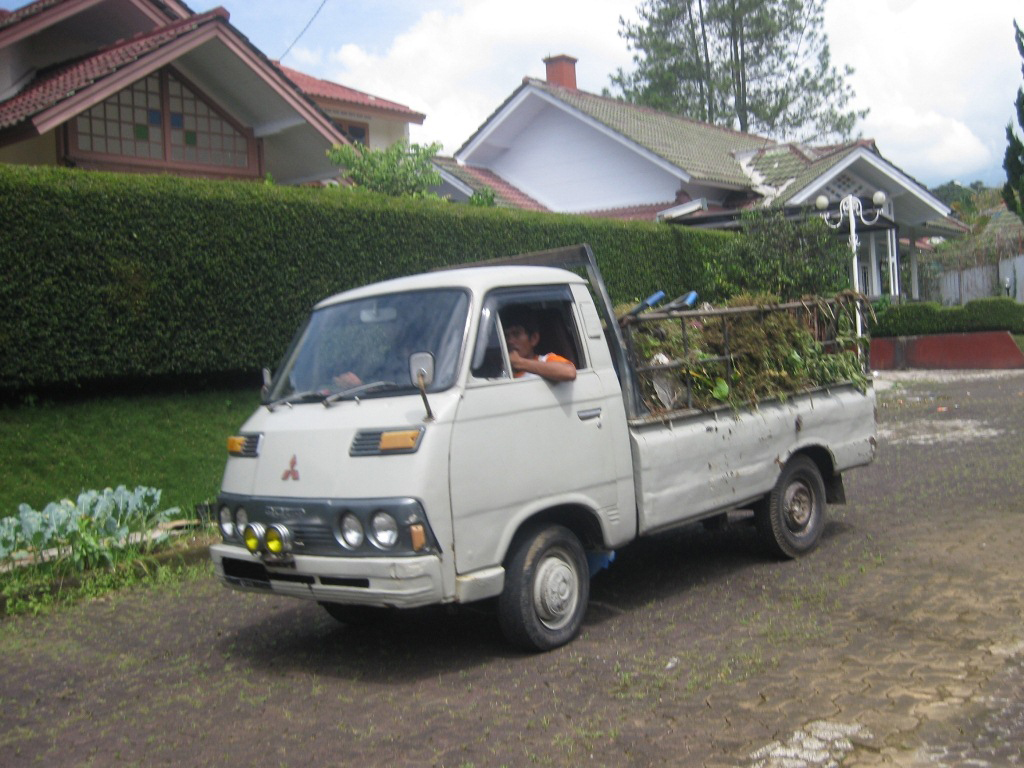
Mitsubishi Delica I (1977-1981)
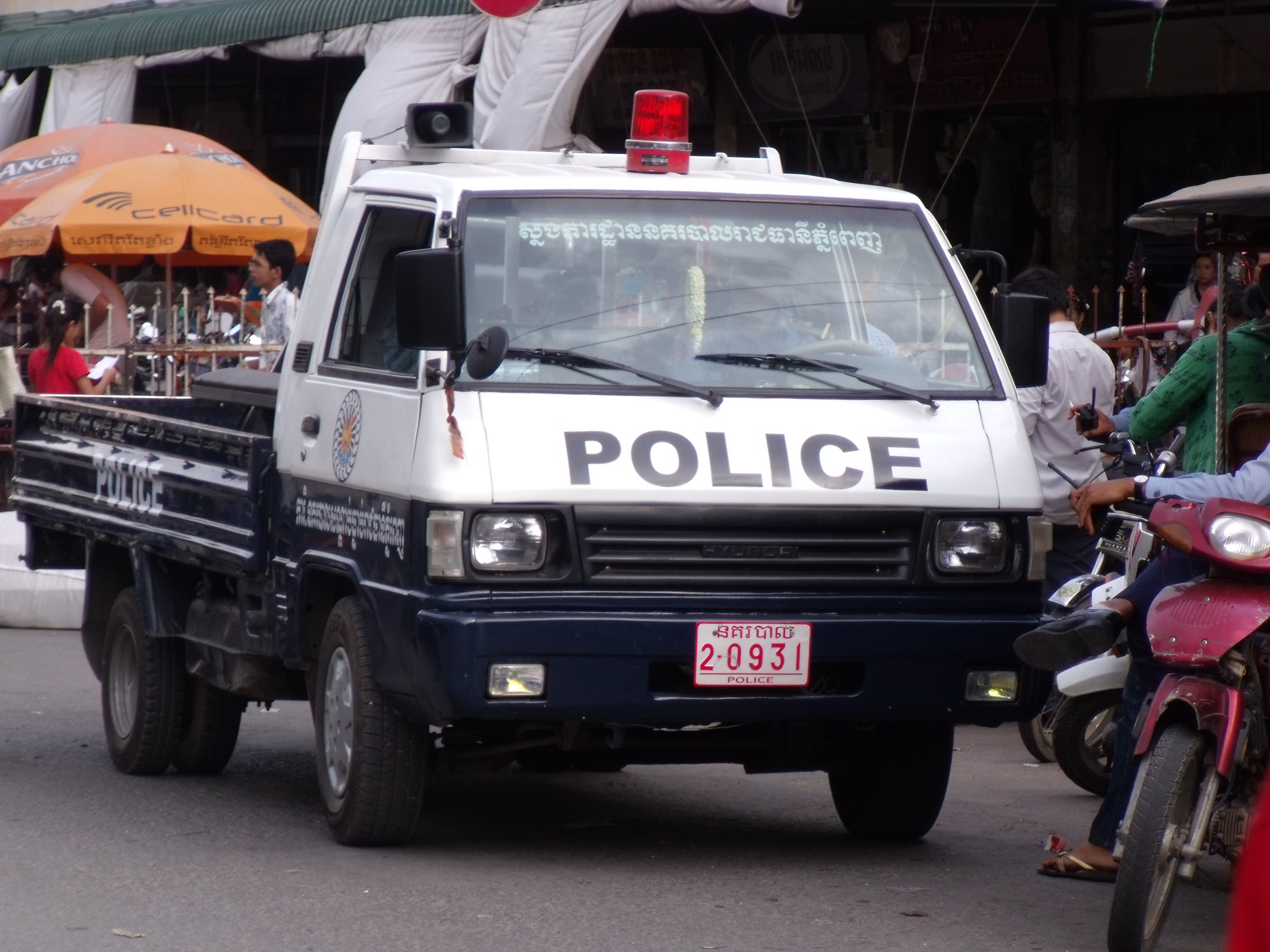
Hyundai Porter (1986-1995)
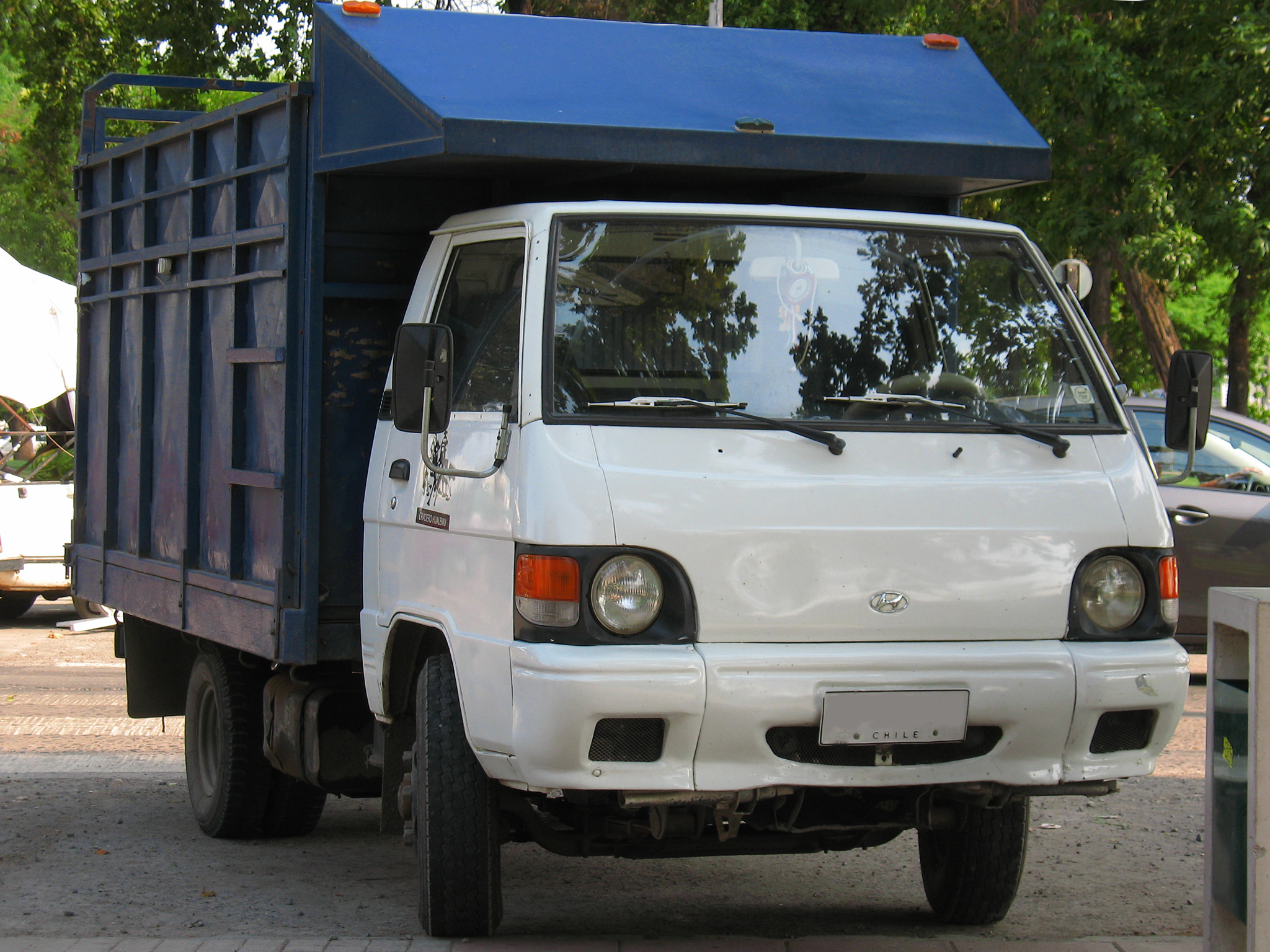
Hyundai Porter (1993-1996)
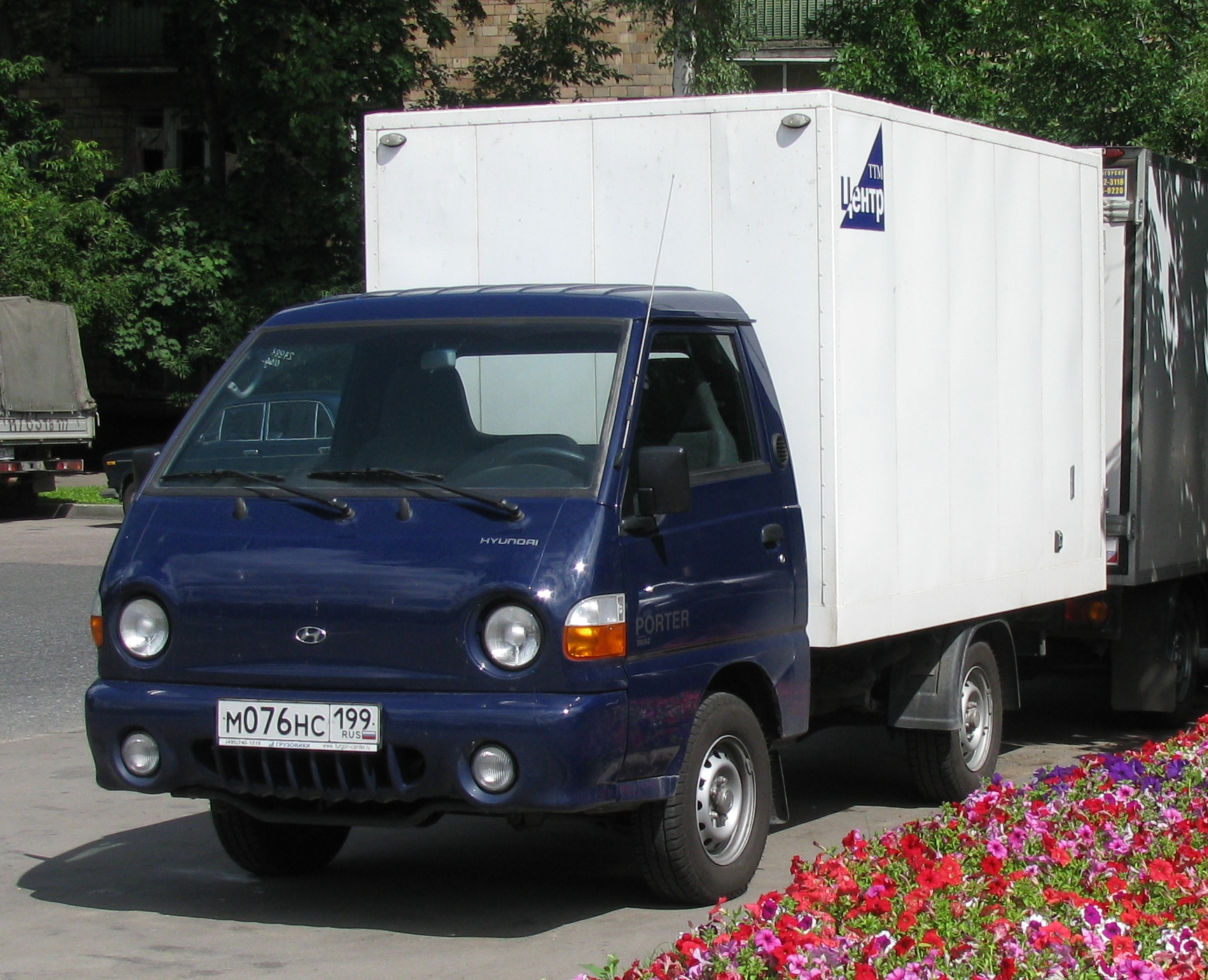
Hyundai Porter (з 1996)
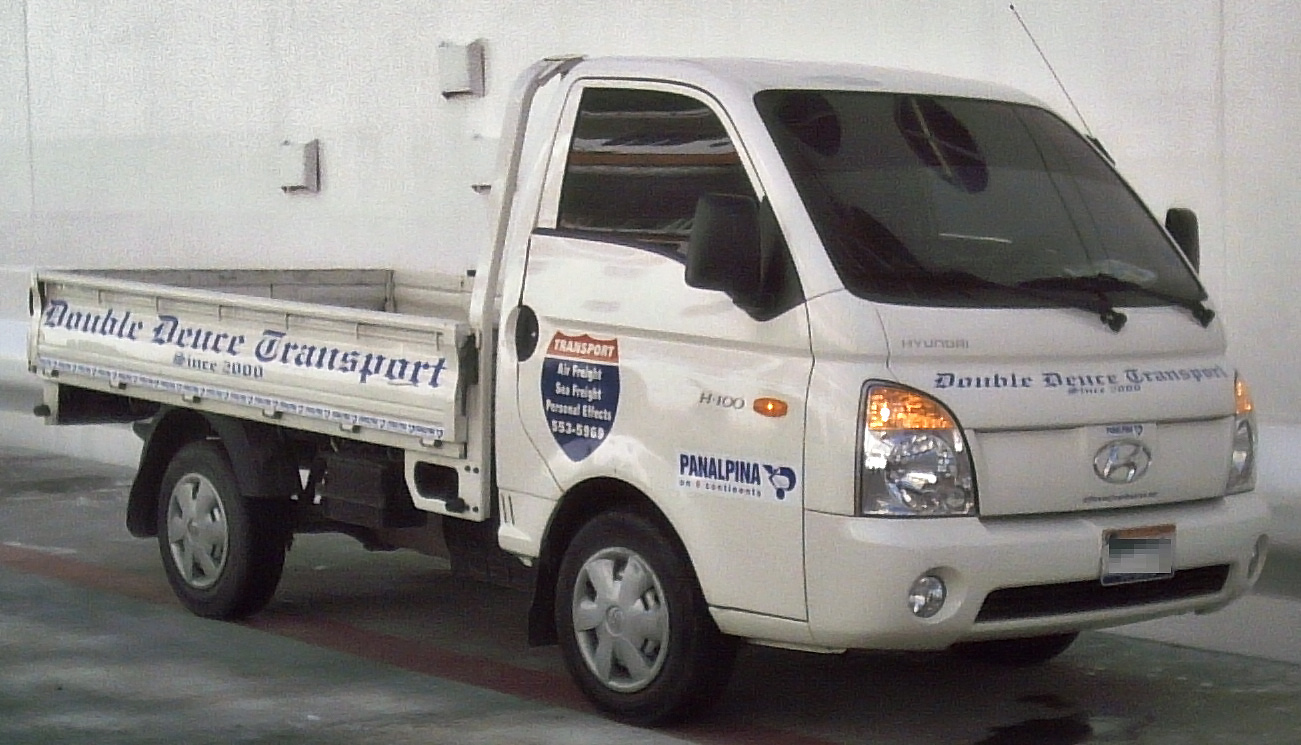
Hyundai Porter II (з 2005)